# Escut de Manipur
L'escut de Manipur va ser adoptat el 1907 i va estar en ús durant el període de protectorat britànic que va acabar el 1947, i durant la independència, des del 1947 fins a l'ocupació índia el 1949.
Posteriorment, es va adoptar un escut de l'estat indi de Manipur.